# Hyposada juncturalis
Hyposada juncturalis är en fjärilsart som beskrevs av Walker 1865. Hyposada juncturalis ingår i släktet Hyposada och familjen nattflyn. Inga underarter finns listade i Catalogue of Life.